# (1683) Castafiore
(1683) Castafiore ist ein Asteroid des Hauptgürtels, der am 9. August 1950 vom belgischen Astronomen Sylvain Julien Victor Arend in Ukkel entdeckt wurde.
Der Asteroid ist nach der Comicfigur Bianca Castafiore aus Tim und Struppi von Hergé benannt.